# Abraham van der Hart

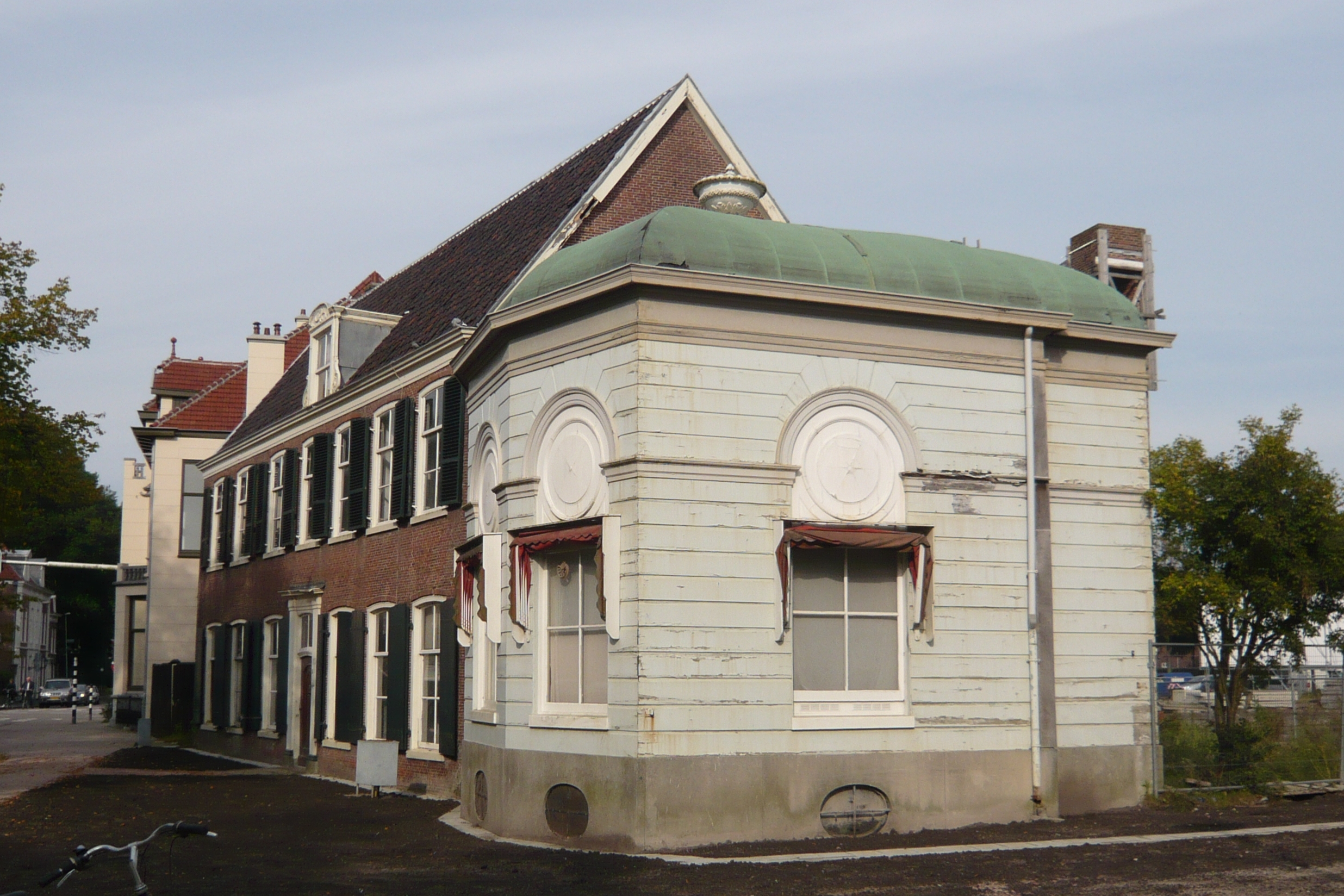
Gartenpavillon in Haarlem, 1801

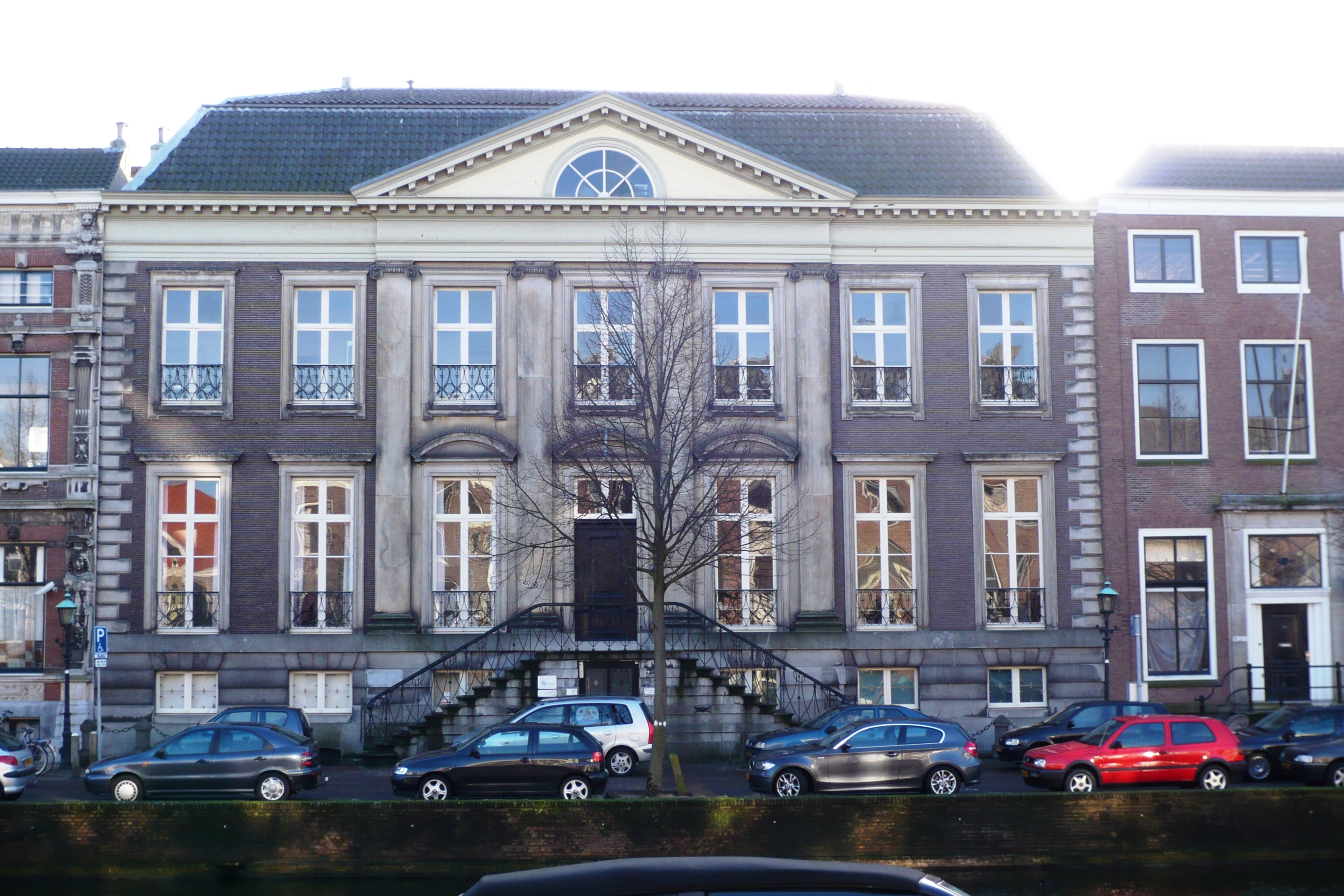
Das Barnaarthuis Nieuwegracht 7 Haarlem, 1808

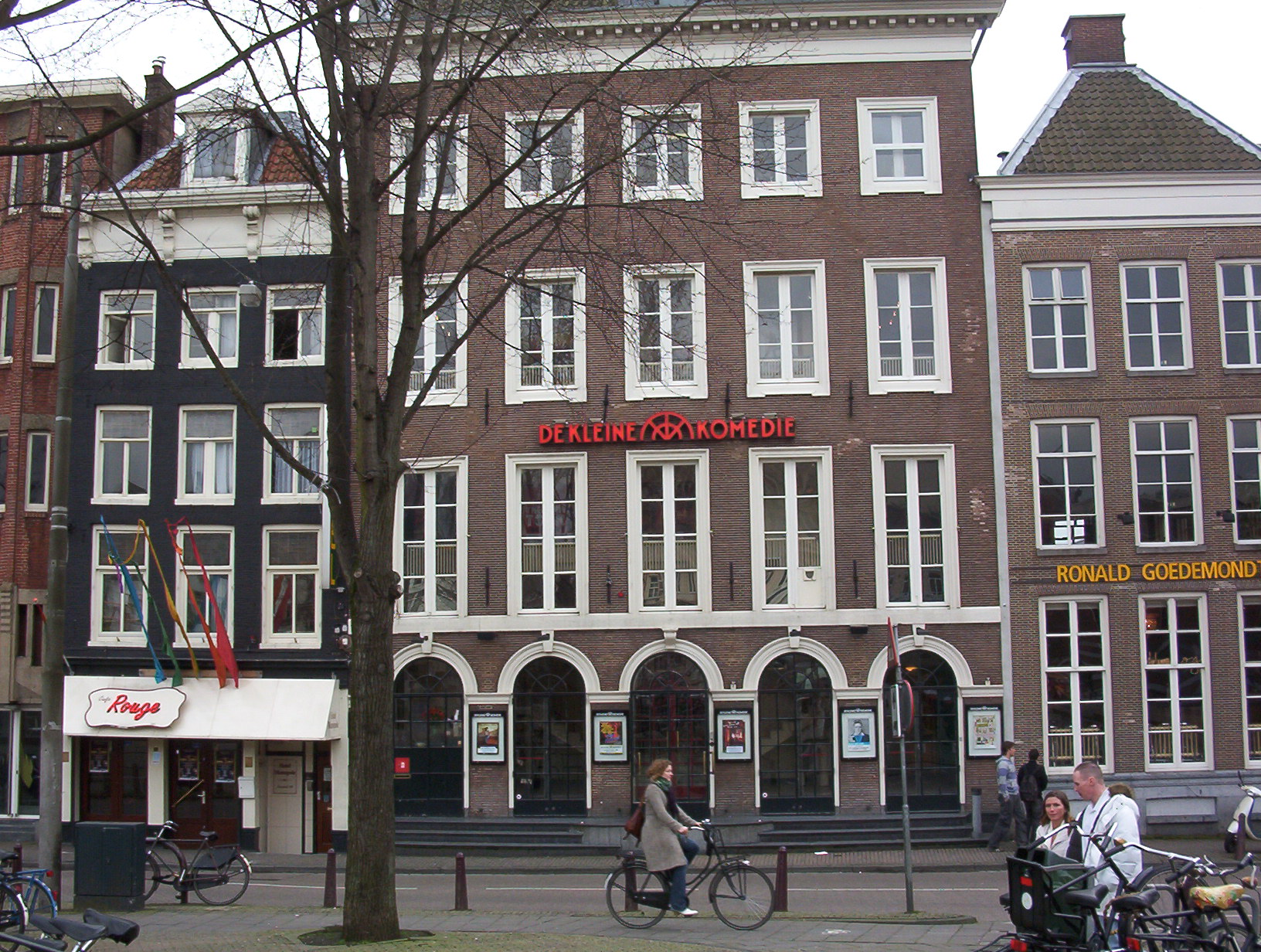
De Kleine Komedie, erbaut 1786 als Theatre Français sur l’Erwtenmarkt

Abraham van der Hart (* 27. Mai 1747 in Amsterdam; † 1. Februar 1820 ebenda) war ein niederländischer Architekt.

## Biografie
Von 1777 bis zu seinem Tod 1820 war Van der Hart der Stadtarchitekt (Stadsbouwmeester) Amsterdams. Unter seiner städtebaulichen Leitung wurden mehrere große Bauwerke errichtet. Er realisierte unter anderem das Maagdenhuis und das Nieuwe Werkhuis, seit 1978 Dr Sarphatihuis genannt, beide im Stil des Klassizismus ausgeführt. Er hatte auch zwei ehemalige Wahrzeichen von Amsterdam, den Jan Roodenpoortstoren und den Haringpakkerstoren, vor ihrem Abriss 1829 sorgfältig kartiert.
Van der Hart entwarf auch eine Reihe von stattlichen Patrizierhäusern im privaten Auftrag. Diese sind vor allem in Amsterdam und Haarlem zu finden, hierunter Hodshon Huis und das Huis Barnaart. Er ist auch der mutmaßliche Architekt des Landhaus Welgelegen im Haarlemmerhout, da 2007 in den Archiven des Bankiers Henry Hope, des Bauherrn, fünf an ihn geleistete Zahlungen aus den Baujahren gefunden wurden. Dieses Herrenhaus diente von 1806 bis 1810 als Sommerresidenz von Louis Napoleon, dem niederländischen König zur Zeit der französischen Herrschaft. Nach der Befreiung verbrachte Prinzessin Wilhelmina, die Mutter von König Wilhelm I., hier ihre letzten Lebensjahre. Seit 1926 ist es der Sitz des Provinzialrats von Nordholland.
Auf Van der Hart folgte als Stadsbouwmeester Jan de Greef.
Sein Werk wurde als „recht zurückhaltender Gebrauch von architektonischen Elementen“ charakterisiert und „die Wirkung seiner vornehmen Fassaden beruhe ganz auf guten Proportionen“.

## Liste seiner Arbeiten
- 1779–1782 Amsterdam: Nieuwe Werkhuis, Weesperveld
- 1783–1787 Amsterdam: Maagdenhuis, Spui 21
- 1786 Amsterdam: Theatre Français sur l’Erwtenmarkt, Amstel 56–58
- 1794–1795 Haarlem: Huis Hodshon
- 1801 Haarlem: Gartenpavillon Bellevue, Spaarne
- 1803–1808 Haarlem: Huis Barnaart
- 1810–1813 Amsterdam: Oranje-Nassau Kazerne
- 1815 Soestdijk: De Naald van Waterloo